# Liste der Kardinalpriester von Santi Giovanni e Paolo
Folgende Kardinäle waren Kardinalpriester von Santi Giovanni e Paolo (lat. ursprünglich: Titulus Bizantis, heute: Titulus Sanctorum Ioannis et Pauli):
- Gordianus (belegt 499–502)
- Adeodatus (belegt 595–615), dann Papst Adeodatus I. (Deusdedit I.)
- Georgius (belegt 716–721)
- Georgius (belegt 745)
- Romanus (belegt 853–879)
- Petrus (belegt 963)
- Deusdedit, belegt unter Gregors VII. (Pontifikat 1073–1085)
- Teuzo (belegt 1095–1100)
- Anastasius (belegt 1109)
- Theobaldus (belegt 1111–1123)
- Aldericus (1125 bis nach 1130), Parteigänger des Gegenpapstes Anaklets II. seit 1130
- Lucas (1132–1140)
- Hubaldus (1141–1149)
- Johannes (1152–1180)
- Rainerius (1182–1183)
- Melior, Can. Reg. (1185–1197)
- Cencio (1200–1216), dann Papst Honorius III.
- Bertrand (1216–1222)
  - Bentivenga de Bentivengis OFM, Administrator (1288–1289)
  - Pedro Rodríguez, Administrator (1302–1310)
- Bertrand des Bordes (1310–1311)
- Jacques de Via (1316–1317)
- Matteo Orsini OP (1327–1338)
- Etienne Aubert (1342–1352), später Papst Innozenz VI.
- Andouin Aubert (1353–1361)
- Guillaume de la Sudrie OP (1366–1367)
- Simone Borsano (1375–1381)
- Gautier Gomez (1382–1391), Pseudokardinal von Gegenpapst Clemens VII.
- Jean Flandrin (1391–1405), Pseudokardinal von Gegenpapst Clemens VII.
- Tommaso Brancaccio (1411–1427), Pseudokardinal von Gegenpapst Johannes XXIII.
- vakant (1427–1430)
- Domingo Ram (1430–1444)
- Latino Orsini (1448–1465)
- Philibert Hugonet (1477–1484)
- vakant (1484–1489)
- Ardicino della Porta (1489–1493)
- Giovanni Battista Orsini (1493–1503)
- Francesco de Remolins (1503–1511); in commendam (1511–1517)
- Adriaan Florenszoon Dedel van Utrecht (1517–1522)
- Wilhelm von Enckenvoirt (1523–1534)
- Esteban Gabriel Merino (1534–1535)
- Alfonso de Portugal (1535–1540)
- Pedro de Manrique (1540)
- Federico de Campo Fregoso (1541)
- Pierre de la Baume Montrevel (1541–1544)
- Georges d’Armagnac (1545–1556)
- Fabio Mignanelli (1556–1557)
- Antonio Trivulzio (1557–1559)
- Alfonso Carafa (1560–1565)
- Gabriele Paleotti (1565–1572) (Kardinaldiakon)
- Nicolas de Pellevé (1572–1584)
- Antonio Carafa (1584–1591)
- Alessandro Ottaviano de’ Medici (1591–1592), später Papst Leo XI.
- Giovanni Battista Castrucci (1592–1595)
- Agostino Cubani (1595–1598)
- Camillo Borghese (1599–1602), später Papst Paul V.
- Ottavio Acquaviva d’Aragona (1602–1605)
- Pietro Aldobrandini (1605–1612)
- Dezio Carafa (1612–1626)
- Carlo Emmanuele Pio di Savoia (1626)
- Lorenzo Magalotti (1628–1637)
- vakant (1637–1642)
- Francesco Maria Machiavelli (1642–1653)
- Giberto III. Borromeo (1654–1672)
- Giacomo Rospigliosi (1672–1684)
- Fortunato Carafa (1687–1697)
- Fabrizio Paolucci (1699–1719)
- vakant (1719–1726)
- Niccolò Maria Lercari (1726–1743)
- Camillo Paolucci (1746–1756); in commendam (1756–1763)
- Giovanni Carlo Boschi (1766–1784)
- Giuseppe Garampi (1786–1792)
- Aurelio Roverella (1794–1809)
- vakant (1809–1816)
- Antonio Lamberto Rusconi (1816–1825)
- Vincenzo Macchi (1827–1840)
- Cosimo Barnaba Corsi (1842–1870)
- vakant (1870–1874)
- Mariano Benito Barrio Fernández (1874–1876)
- Edward Henry Howard (1877–1884)
- Placido Maria Schiaffino (1885–1889)
- Franziskus von Paula Schönborn (1889–1899)
- Giuseppe Francica-Nava de Bontifè (1899–1928)
- Eugenio Pacelli (1929–1939)
- Francis Spellman (1946–1967)
- Terence Cooke (1969–1983)
- John Joseph O’Connor (1985–2000)
- Edward Michael Egan (2001–2015)
- Jozef De Kesel (seit 2016)